# Destination finale (série de films)
 Pour plus de détails, voir Fiche technique et Distribution
Destination finale, ou Destination ultime au Québec (Final Destination), est une série de films d'horreur américains composée de 6 films. Chaque film met en scène une catastrophe mortelle. Une personne, étant l'une des victimes, a une vision qui lui dévoile les coulisses sordides de ce massacre futur. Après cette vision terrifiante, la personne essaie de sauver les autres. Mais ils découvriront qu'une force surnaturelle est à leurs trousses : la Mort n'aime pas que l'on échappe à ses plans et traquera ceux qui étaient destinés à mourir.

## Films
- Destination finale (Destination ultime au Québec) de James Wong, sorti en 2000
- Destination finale 2 (Destination ultime 2 au Québec) de David Richard Ellis, sorti en 2003
- Destination finale 3 (Destination ultime 3 au Québec) de James Wong, sorti en 2006
- Destination finale 4 (La Destination ultime au Québec) de David Richard Ellis, sorti en 2009
- Destination finale 5 (Destination ultime 5 au Québec) de Steven Quale, sorti en 2011
- Destination finale : Bloodlines (Destination ultime : Liens de sang au Québec) de Zack Lipovsky et Adam B. Stein, sorti en 2025

## Synopsis

### Destination finale(2000)
Le 13 mai 2000, Alex Browning (Devon Sawa), un étudiant de 17 ans issu du lycée Mount Abraham de New York, part en voyage à Paris avec sa classe quand il a la vision d'un dramatique accident : il voit son avion prendre feu dans le ciel durant le décollage, tuant tous les passagers. Après sa vision, il se rend compte qu'il a vu l'avenir et essaie d'évacuer l'avion en disant aux passagers de le quitter mais il sera débarqué de l'avion avec son meilleur ami Tod Waggner (Chad E. Donella), son rival Carter Horton (Kerr Smith), sa futur petite-amie Claire Rivers (Ali Larter), son enseignante Mlle Valérie Lewton (Kristen Cloke), la petite-amie de Carter, Terry Chaney (Amanda Detmer) et Billy Hitchcock (Seann William Scott). Après le débarquement houleux, personne ne croit en la prédiction d'Alex mais à 21 h 40, soit quinze minutes après le décollage, le vol 180 prend feu dans le ciel, entraînant la mort des 287 passagers à bord, inclus les 40 étudiants et les 4 professeurs du lycée.
Six semaines après l'explosion, les miraculés commencent l'un après l'autre à mourir dans d'étranges circonstances.

### Destination finale 2(2003)
Un an après le crash du vol 180, le 13 mai 2001, sur l'autoroute 23, au kilomètre 180. Kimberly Corman (Andrea Joy Cook) décide de partir en vacances avec ses trois meilleurs amis : Shaina McKlank (Sarah Carter), Dano Estevez (Alejandro Rae) et Frankie Whitman (Shaun Sipos). Sur la route, elle a la vision d'une collision provoquée par un semi-remorque transportant des rondins de bois qui tue beaucoup de monde. Kimberly parvient à sauver les personnes destinées à mourir dans l'accident, mais ses trois amis sont tués après que leur 4x4 s'est fait emboutir par un camion.
Kimberly parvient à sauver de la collision le professeur Eugène Dix (Terrence Carson (en)), Evan Lewis (David Paetkau), Tim Carpenter (James Kirk), sa mère Nora (Lynda Boyd (en)), Kat Jennings (Keegan Connor Tracy), Rory Peters (Jonathan Cherry) et l'officier de police Thomas Burke (Michael Landes).
Au cours d'une discussion entre survivants, ils découvrent qu'ils auraient tous dû mourir un an plus tôt mais la mort des survivants du vol 180 a repoussé la leur. C'est à la suite de la mort de l'un d'entre eux que Kimberly ira réclamer l'aide de l'unique rescapée de l'accident du vol 180 : Claire Rivers.

### Destination finale 3(2006)
Le 13 mai 2006, six ans après le crash du vol 180 et cinq ans après le terrible accident sur l'autoroute 23, des lycéens fêtent la fin des cours en passant une soirée dans un parc d'attractions. Avant d'embarquer dans des montagnes russes, Wendy Christensen (Mary Elizabeth Winstead) a la vision du déraillement de leur voiture qui va causer la mort de tous les passagers à bord. Elle fait débarquer ses amis mais l'accident a finalement lieu, tuant sa meilleure amie Carrie Dreyer (Gina Holden) et son petit ami, Jason Wise (Jesse Moss).
C'est à la suite de la mort de deux des survivants du manège que Wendy mènera son enquête afin de contrer la Mort grâce aux photos qu'elle a prises avant l'accident.

### Destination finale 4(2009)
Un groupe d'amis assiste à une course de NASCAR. L'un d'eux, Nick O'Bannon (Bobby Campo), a la vision d'un accident faisant de nombreux morts, y compris parmi ses amis. Il les convainc de sortir, suivi par un petit groupe de spectateurs. Sur le parking du circuit, ils assistent à la catastrophe.
Après avoir compris que la Mort les pourchassait, ils tenteront de l'arrêter.

### Destination finale 5(2011)
Sam Lawton (Nicholas D'Agosto) et ses amis de travail partent en séminaire quand Sam a le pressentiment que le pont va s'effondrer. Comme sa vision devient réelle, Sam et son ex-petite amie Molly Harper (Emma Bell) découvrent que la Mort est toujours après eux et ceux qui ont survécu à l'horrible accident. Le film est un préquel, il se déroule en avril 2000 et prend fin le 13 mai 2000, au moment de l'explosion du vol 180 du premier film.

### Destination finale: Bloodlines(2025)
Stefani Reyes (Kaitlyn Santa Juana) fait tous les jours le même cauchemar dans lequel elle voit ses grands-parents et de nombreuses personnes mourir dans l'effondrement d'un restaurant panoramique 50 ans auparavant. Elle décide de retrouver sa grand-mère qui vit recluse depuis des années afin de l'interroger. Celle-ci lui apprend que la Mort en a après toute la famille car aucun n'aurait dû exister si elle n'avait pas échappé à l'accident du restaurant.

## Fiche technique
|                               | Destination finale                                                      | Destination finale 2                                                    | Destination finale 3                                                    | Destination finale 4                                                    | Destination finale 5                                                    | Destination finale : Bloodlines                                         |
| ----------------------------- | ----------------------------------------------------------------------- | ----------------------------------------------------------------------- | ----------------------------------------------------------------------- | ----------------------------------------------------------------------- | ----------------------------------------------------------------------- | ----------------------------------------------------------------------- |
| Réalisation                   | James Wong                                                              | David Richard Ellis                                                     | James Wong                                                              | David Richard Ellis                                                     | Steven Quale                                                            | Zach Lipovsky Adam B. Stein                                             |
| Scénario                      | Jeffrey Reddick Glen Morgan James Wong                                  | Eric Bress Jonathan Gruber                                              | Glen Morgan James Wong                                                  | Eric Bress                                                              | Eric Heisserer                                                          | Guy Busick Lori Evans Taylor                                            |
| Musique                       | Shirley Walker                                                          | Shirley Walker                                                          | Shirley Walker                                                          | Brian Tyler                                                             | Brian Tyler                                                             | Tim Wynn                                                                |
| Production                    | Craig Perry                                                             | Craig Perry                                                             | Craig Perry                                                             | Craig Perry                                                             | Craig Perry                                                             | Craig Perry                                                             |
| Production                    | Warren Zide                                                             | Warren Zide                                                             | Warren Zide                                                             | Warren Zide                                                             | Warren Zide                                                             | Jon Watts                                                               |
| Production                    | Glen Morgan                                                             |                                                                         | Glen Morgan, James Wong                                                 |                                                                         |                                                                         | Dianne McGunigle                                                        |
| Sociétés de production        | New Line Cinema                                                         | New Line Cinema                                                         | New Line Cinema                                                         | New Line Cinema                                                         | New Line Cinema                                                         | New Line Cinema                                                         |
| Sociétés de production        | Zide-Perry Films                                                        | Zide-Perry Films                                                        | Zide-Perry Films                                                        | Zide-Perry Films                                                        | Zide-Perry Films                                                        | Inzide Media                                                            |
| Sociétés de production        |                                                                         |                                                                         |                                                                         |                                                                         | The Fusion Media                                                        |                                                                         |
| Sociétés de distribution      | Metropolitan Filmexport                                                 | Metropolitan Filmexport                                                 | Metropolitan Filmexport                                                 | Metropolitan Filmexport                                                 | Warner Bros. France                                                     | Warner Bros. France                                                     |
| Dates de sortie USA           | 16 mars 2000                                                            | 30 janvier 2003                                                         | 10 février 2006                                                         | 26 août 2009                                                            | 12 août 2011                                                            | 16 mai 2025                                                             |
| Dates de sortie France        | 12 juillet 2000                                                         | 9 avril 2003                                                            | 22 mars 2006                                                            | 28 août 2009                                                            | 31 août 2011                                                            | 14 mai 2025                                                             |
| Budget                        | 23 000 000 $                                                            | 26 000 000 $                                                            | 25 000 000 $                                                            | 43 000 000 $                                                            | 47 000 000 $                                                            |                                                                         |
| Durée                         | 98 minutes                                                              | 90 minutes                                                              | 93 minutes                                                              | 78 minutes                                                              | 92 minutes                                                              |                                                                         |
| Pays d'origine                | États-Unis                                                              | États-Unis                                                              | États-Unis                                                              | États-Unis                                                              | États-Unis                                                              | États-Unis                                                              |
| Genres                        | drame, horreur, thriller, fantastique                                   | drame, horreur, thriller, fantastique                                   | drame, horreur, thriller, fantastique                                   | drame, horreur, thriller, fantastique                                   | drame, horreur, thriller, fantastique                                   | drame, horreur, thriller, fantastique                                   |
| Classification aux États-Unis | Interdit aux moins de 17 ans non accompagnés                            | Interdit aux moins de 17 ans non accompagnés                            | Interdit aux moins de 17 ans non accompagnés                            | Interdit aux moins de 17 ans non accompagnés                            | Interdit aux moins de 17 ans non accompagnés                            | Interdit aux moins de 17 ans non accompagnés                            |
| Classification en France      | Interdit aux moins de 12 ans (ou 16 ans selon les chaînes de diffusion) | Interdit aux moins de 12 ans (ou 16 ans selon les chaînes de diffusion) | Interdit aux moins de 12 ans (ou 16 ans selon les chaînes de diffusion) | Interdit aux moins de 12 ans (ou 16 ans selon les chaînes de diffusion) | Interdit aux moins de 12 ans (ou 16 ans selon les chaînes de diffusion) | Interdit aux moins de 12 ans (ou 16 ans selon les chaînes de diffusion) |
| Classification au Québec      | 13 ans +                                                                | 13 ans +                                                                | 13 ans +                                                                | 13 ans +                                                                | 13 ans +                                                                | 13 ans +                                                                |

## Distribution et doublage
| Acteurs                         | Personnages                           | Voix françaises        | Voix québécoises                            |
| Personnages principaux          | Personnages principaux                | Personnages principaux | Personnages principaux                      |
| ------------------------------- | ------------------------------------- | ---------------------- | ------------------------------------------- |
| Tony Todd                       | William Bludworth (Le Croque-Mort)    | Thierry Desroses       | Jean-Luc Montminy (1, 2) Widemir Normil (5) |
| Destination finale              |                                       |                        |                                             |
| Devon Sawa                      | Alex Browning                         | Alexandre Gillet       | Hugolin Chevrette-Landesque                 |
| Ali Larter                      | Claire Rivers ou Clear Rivers (en VO) | Sylvie Jacob           | Lisette Dufour                              |
| Kerr Smith                      | Carter Horton                         | Thierry Ragueneau      | Antoine Durand                              |
| Seann William Scott             | Billy Hitchcock                       | Adrien Antoine         | Patrice Dubois                              |
| Kristen Cloke                   | Valérie Lewton                        | Anne Plumet            | Élise Bertrand                              |
| Amanda Detmer                   | Terry Chaney                          | Marie-Eugénie Maréchal | Julie La Rochelle                           |
| Chad E. Donella                 | Tod Waggner                           | Christophe Lemoine     | Joël Legendre                               |
| Destination finale 2            |                                       |                        |                                             |
| A.J. Cook                       | Kimberly Corman                       | Sophie Riffont         | Charlotte Bernard                           |
| Michael Landes                  | Thomas Burke                          | Thierry Ragueneau      | Thiéry Dubé                                 |
| Ali Larter                      | Claire Rivers                         | Sylvie Jacob           | Lisette Dufour                              |
| T.C. Carson (en)                | Eugène Dix                            | Pascal Renwick         | Marc-André Bélanger                         |
| Jonathan Cherry                 | Rory Peters                           | Adrien Antoine         | Louis-Philippe Dandenault                   |
| Keegan Connor Tracy             | Kat Jennings                          | Véronique Desmadryl    | Éveline Gélinas                             |
| Lynda Boyd (en)                 | Nora Carpenter                        | Déborah Perret         | Patricia Tulasne                            |
| James Kirk                      | Tim Carpenter                         | Guillaume Orsat        | Antoine Durand                              |
| David Paetkau                   | Evan Lewis                            | Ludovic Baugin         |                                             |
| Destination finale 3            |                                       |                        |                                             |
| Mary Elizabeth Winstead         | Wendy Christensen                     | Alexandra Garijo       | Geneviève Désilets                          |
| Ryan Merriman                   | Kevin Fischer                         | Emmanuel Garijo        | Nicholas Savard L'Herbier                   |
| Amanda Crew                     | Julie Christensen                     | Karine Foviau          | Marie-Josée Normand                         |
| Kris Lemche                     | Ian McKinley                          | Alexis Tomassian       | Hugolin Chevrette-Landesque                 |
| Maggie Ma                       | Perry Malinowski                      |                        |                                             |
| Alexz Johnson                   | Erin Ulmer                            | Noémie Orphelin        | Pascale Montreuil                           |
| Texas Battle                    | Lewis Romero                          | Serge Faliu            | Stéphane Brulotte                           |
| Sam Easton (en)                 | Frankie Cheeks                        | Cyril Aubin            | Daniel Picard                               |
| Chelan Simmons                  | Ashley Freund                         | Dorothée Pousséo       | Éveline Gélinas                             |
| Crystal Lowe                    | Ashlyn Halperin                       | Barbara Tissier        | Annie Girard                                |
| Destination finale 4            |                                       |                        |                                             |
| Bobby Campo                     | Nick O'Bannon                         | Yoann Sover            | Gabriel Lessard                             |
| Shantel VanSanten               | Lori Milligan                         | Aurélie Meriel         | Éveline Gélinas                             |
| Haley Webb                      | Janet Cunningham                      | Véronique Volta        | Nadia Paradis                               |
| Mykelti Williamson              | George Lanter                         | Gilles Morvan          | Patrice Dubois                              |
| Jackson Walker                  | Jonathan Groves                       |                        |                                             |
| Nick Zano                       | Hunt Wynorski                         | Romain Redler          | Martin Watier                               |
| Andrew Fiscella                 | Andy Kewzer                           |                        | Sylvain Hétu                                |
| Krista Allen                    | Samantha Lane                         |                        | Marika Lhoumeau                             |
| Justin Welborn                  | Carter Daniels                        | Jean-Alain Velardo     | Louis-Philippe Dandenault                   |
| Stephanie Honoré (en)           | Nadia Monroy                          | Catherine Artigala     | Isabelle Leyrolles                          |
| Destination finale 5            |                                       |                        |                                             |
| Nicholas D'Agosto               | Sam Lawton                            | Félicien Juttner       | Philippe Martin                             |
| Emma Bell                       | Molly Harper                          | Marie Kauffmann        | Rose-Maïté Erkoreka                         |
| Miles Fisher                    | Peter Friedkin                        | Alexandre Zeff         | Alexandre Fortin                            |
| Arlen Escarpeta                 | Nathan Sears                          | Benjamin Bollen        | Hugolin Chevrette-Landesque                 |
| David Koechner                  | Dennis Lapman                         | Gérard Darier          | Mario Desmarais                             |
| Jacqueline MacInnes Wood        | Olivia Castle                         | Noémie Dujardin        | Annie Girard                                |
| P. J. Byrne                     | Isaac Palmer                          | Martin Amic            | Nicolas Charbonneaux-Collombet              |
| Ellen Wroe                      | Candice Hooper                        | Magali Barney          | Catherine Brunet                            |
| Courtney B. Vance               | l'agent Jim Block                     | Frantz Confiac         | Daniel Picard                               |
| Brent Stait                     | Roy Carson                            | Jacques Brunet         | Vincent Davy                                |
| Destination Finale : Bloodlines |                                       |                        |                                             |
| Kaitlyn Santa Juana             | Stefani Reyes                         | Kelly Marot            |                                             |
| Teo Briones                     | Charlie Reyes                         | Esteban Oertli         |                                             |
| Richard Harmon                  | Erik Campbell                         | Alexis Tomassian       |                                             |
| Owen Patrick Joyner             | Bobby Campbell                        | Clément Moreau         |                                             |
| Anna Lore                       | Julia Campbell                        | Victoria Grosbois      |                                             |
| Gabrielle Rose                  | Iris Campbell                         | Catherine Davenier     |                                             |
| Brec Bassinger                  | Iris Campbell jeune                   | Thaïs Laurent          |                                             |
| Rya Kihlstedt                   | Darlene Campbell                      | Armelle Gallaud        |                                             |
| Alex Zahara                     | Howard Campbell                       | Sylvain Agaësse        |                                             |
| April Telek                     | Brenda Campbell                       | Jessie Lambotte        |                                             |
| Tinpo Lee                       | Marty Reyes                           | Sacha Petronijevic     |                                             |
| Max Lloyd-Jones                 | Paul Campbell                         | Aurélien Raynal        |                                             |

## Box-office
| Film                 | Budget        | Box-office    | Box-office        | Box-office    | Box-office    | Références |
| Film                 | Budget        | États-Unis    | France            | International | Monde         | Références |
| -------------------- | ------------- | ------------- | ----------------- | ------------- | ------------- | ---------- |
| Destination finale   | 23 000 000 $  | 53 331 147 $  | 823 496 entrées   | 59 549 147 $  | 112 880 294 $ | ,          |
| Destination finale 2 | 26 000 000 $  | 46 961 214 $  | 887 318 entrées   | 43 465 191 $  | 90 426 405 $  | ,          |
| Destination finale 3 | 25 000 000 $  | 54 098 051 $  | 842 875 entrées   | 63 621 107 $  | 117 719 158 $ | ,          |
| Destination finale 4 | 40 000 000 $  | 66 477 700 $  | 1 109 984 entrées | 119 689 439 $ | 186 167 139 $ | ,          |
| Destination finale 5 | 40 000 000 $  | 42 587 643 $  | 956 967 entrées   | 115 300 000 $ | 157 887 643 $ | ,          |
| Total                | 154 000 000 $ | 263 455 755 $ | 4 620 640 entrées | 401 624 884 $ | 665 080 639 $ | ,          |

## Autour de la série
- Tony Todd est le seul acteur présent dans les trois premiers films, ainsi que dans le cinquième et le sixième. Il tient le rôle du croque-mort William Bludworth dans les deux premiers et le sixième, et double la voix du Diable à l'entrée des montagnes russes dans le troisième[13]. Il est médecin légiste dans le cinquième film.
- Beaucoup de noms de personnages sont des clins d'œil de personnalités du genre[14],[15],[16],[17],[18] :
  - Alex Browning : Tod Browning
  - Ashley Freund : Karl Freund
  - Ashlyn Halperin : Victor Halperin
  - Billy Hitchcock : Alfred Hitchcock
  - Carrie Dreyer : Carl Theodor Dreyer
  - Candice Hooper : Tobe Hooper
  - Erin Ulmer : Edgar George Ulmer
  - Hunt Wynorski : Jim Wynorski
  - Janet Cunningham : Sean S. Cunningham
  - Jason Robert Wise : Robert Wise
  - Kimberly Corman : Roger Corman
  - Larry Murnau : Friedrich Wilhelm Murnau
  - Lewis Romero : Herschell Gordon Lewis et George A. Romero
  - Nick O'Bannon : Dan O'Bannon
  - Olivia Castle : William Castle
  - Peter Friedkin : William Friedkin
  - Schreck : Max Schreck
  - Terry Chaney : Lon Chaney
  - Tim et Nora Carpenter : John Carpenter
  - Tod Waggner : George Waggner
  - Valérie Lewton : Val Lewton
  - Wendy et Julie Christensen : Benjamin Christensen

## Produits dérivés
Dès 2005, la maison d'édition Black Flame publie plusieurs romans inspirés de la franchise :
- Final Destination: Dead Reckoning (Natasha Rhodes, 2005  (ISBN 1-84416-170-6))
- Final Destination: Destination Zero (David McIntee, 2005  (ISBN 1-84416-171-4))
- Final Destination: End of the Line (Rebecca Levene, 2005  (ISBN 1-84416-176-5))
- Final Destination: Dead Man's Hand (Steve Roman, 2005  (ISBN 1-84416-177-3))
- Final Destination: Looks Could Kill (Nancy A. Collins, 2005  (ISBN 1-84416-316-4))
- Final Destination: Death of the Senses (Andy McDermott, 2006  (ISBN 1-84416-385-7))
- Final Destination: Wipeout (Alex Johnson, non publié  (ISBN 1-84416-409-8))
- Final Destination I: The Movie (Natasha Rhodes, 2006  (ISBN 1-84416-317-2))
- Final Destination II: The Movie (Nancy A. Collins, 2006  (ISBN 1-84416-318-0))
- Final Destination III: The Movie (Christa Faust, 2006  (ISBN 1-84416-319-9))

Zenescope Entertainment publie par ailleurs des comics. Le premier est Sacrifice est inclus dans une édition limitée exclusive du DVD du 3e film vendue par Circuit City. Zenescope lance ensuite une mini-série en 5 volumes, intitulée Final Destination: Spring Break. Elle raconte l'histoire d'un groupe de survivants mené par Carly Hagan qui a échappé à la Mort dans l'incendie d'un hôtel à Cancún. La mini-série est plus tard publiée en trade paperback avec Sacrifice en supplément.